# Aquilegia
- Commons
- Wikispecies

Aquilegia L. (aquilégia) é um gênero botânico da família Ranunculaceae.

## Espécies
| - Aquilegia alpina - Aquilegia atrata - Aquilegia atrovinosa - Aquilegia aurea - Aquilegia barbaricina - Aquilegia barnebyi - Aquilegia bernardii - Aquilegia bertolonii - Aquilegia blecicii - Aquilegia brevistyla - Aquilegia buergeriana - Aquilegia caerulea - Aquilegia canadensis - Aquilegia champagnatii - Aquilegia chrysantha - Aquilegia desertorum - Aquilegia desolatica - Aquilegia dinarica - Aquilegia ecalcarata - Aquilegia einseleana - Aquilegia elegantula - Aquilegia eximia | - Aquilegia flabellata - Aquilegia flavescens - Aquilegia formosa - Aquilegia glandulosa - Aquilegia grahamii - Aquilegia grata - Aquilegia incurvata - Aquilegia japonica - Aquilegia jonesii - Aquilegia karatavica - Aquilegia karelini - Aquilegia kitaibelii - Aquilegia lactiflora - Aquilegia laramiensis - Aquilegia litardierei - Aquilegia longissima - Aquilegia loriae - Aquilegia micrantha - Aquilegia moorcroftiana - Aquilegia nigricans - Aquilegia nugorensis - Aquilegia nuragica | - Aquilegia olympica - Aquilegia ottonis - Aquilegia oxysepala - Aquilegia pancicii - Aquilegia parviflora - Aquilegia pubescens - Aquilegia pubiflora - Aquilegia pyrenaica - Aquilegia rockii - Aquilegia thalictrifolia - Aquilegia saximontana - Aquilegia schockleyi - Aquilegia scopulorum - Aquilegia sibirica - Aquilegia transsilvanica - Aquilegia triternata - Aquilegia turczaninovii - Aquilegia viridiflora - Aquilegia viscosa - Aquilegia vitalii - Aquilegia vulgaris - Aquilegia yabeana |

- Lista completa

## Classificação do gênero
| Sistema | Classificação                       | Referência               |
| ------- | ----------------------------------- | ------------------------ |
| Linné   | Classe Polyandria, ordem Pentagynia | Species plantarum (1753) |